# Janovík
Janovík este o comună slovacă, aflată în districtul Prešov din regiunea Prešov. Localitatea se află la altitudinea de 220 m deasupra n.m., se întinde pe o suprafață de 2,39 km2 și în 2017 număra 318 locuitori.

## Istoric
Localitatea Janovík este atestată documentar din 1330.

## Demografie
| An:                | 1994 | 2004   | 2014 | 2024    |
| ------------------ | ---- | ------ | ---- | ------- |
| Număr de persoane: | 305  | 290    | 290  | 453     |
| Diferență:         |      | −4,91% | +0%  | +56,20% |

| An:                | 2023 | 2024   |
| ------------------ | ---- | ------ |
| Număr de persoane: | 437  | 453    |
| Diferență:         |      | +3,66% |